# 北松広域農道
北松広域農道（ほくしょうこういきのうどう）は、長崎県佐世保市から平戸市に至る広域農道である。北松やまびこロードの愛称をもつ。

## 概要
長崎県佐世保市世知原町木浦原から松浦市御厨町郭公尾免および、佐世保市江迎町栗越から平戸市田平町里免に至る。
全線片側1車線。途中にはトンネルもあり、整備されている農道。標識はほとんどないが、動物注意の標識がある。
距離は佐世保市世知原町木浦原 - 松浦市御厨町郭公尾免間は8.7 km、佐世保市江迎町栗越 - 平戸市田平町里免間は7.0 kmとなっている。
松浦市御厨町郭公尾免から、佐世保市江迎町栗越までの間は、長崎県道61号御厨田代江迎線と長崎県道144号松浦江迎線を経由する。

### 路線データ
- 起点：長崎県佐世保市世知原町木浦原（長崎県道11号佐世保日野松浦線交点）
- 終点：長崎県平戸市田平町里免（国道204号交点）

## 歴史
- 2004年（平成16年）11月22日 - 全線開通。
- 2022年（令和4年）3月31日 - 長崎県告示第282号により長崎県道258号平戸江迎線が路線認定され、佐世保市江迎町栗越 - 平戸市田平町荻田免間が同路線の重複区間となる[1]。

## 路線状況

### 通称
- 北松やまびこロード

### 重複区間
- 長崎県道144号松浦江迎線（松浦市御厨町郭公尾免 - 佐世保市江迎町栗越）
- 長崎県道61号御厨田代江迎線（佐世保市江迎町栗越）
- 長崎県道258号平戸江迎線（佐世保市江迎町栗越 - 平戸市田平町荻田免）

### 道路施設

#### トンネル
- 法内トンネル：延長358 m、2003年（平成15年）竣工、佐世保市

## 地理

### 通過する自治体
- 長崎県
  - 佐世保市 - 松浦市 - 佐世保市 - 平戸市

### 交差する道路
| 交差する道路                                                                 | 市町村名 | 交差する場所           | 交差する場所 |
| ---------------------------------------------------------------------------- | -------- | ---------------------- | ------------ |
| 長崎県道11号佐世保日野松浦線                                                 | 佐世保市 | 世知原町木浦原         | 起点         |
| 長崎県道40号佐世保吉井松浦線                                                 | 松浦市   | 志佐町栢木（かやぎ）免 | [ 注釈 1 ]   |
| 長崎県道144号松浦江迎線 重複区間起点                                         | 松浦市   | 御厨町郭公尾免         |              |
| 長崎県道61号御厨田代江迎線 重複区間起点 長崎県道144号松浦江迎線 重複区間終点 | 佐世保市 | 江迎町栗越             |              |
| 長崎県道61号御厨田代江迎線 重複区間終点 長崎県道258号平戸江迎線 重複区間起点 | 佐世保市 | 江迎町栗越             |              |
| 長崎県道228号御厨江迎線                                                      | 佐世保市 | 江迎町北田             | [ 注釈 2 ]   |
| 長崎県道258号平戸江迎線 重複区間終点                                         | 平戸市   | 田平町荻田免           |              |
| 国道204号 国道383号 重複                                                     | 平戸市   | 田平町里免             | 終点         |

### 交差する鉄道
- 松浦鉄道西九州線

### 沿線
- 平戸市立田平中学校